# ノギラン属
ノギラン属（ノギランぞく、学名：Metanarthecium、和名漢字表記：芒蘭属）は、キンコウカ科の属の1つ。
従来の新エングラー体系では、ユリ目ユリ科の属としていた。

## 特徴
地下に短い根茎を持つ。葉は倒披針形で、裏表が明らかで、らせん状に互生するが、節間が短いため根生となる。花は総状花序につき、苞は線形となる。花被片は6個あり、開出または反曲して離生し、基部のみで合着する。色はクリーム色で裏面中央脈付近は緑色を帯びる。雄蕊は6個あり、花糸に毛はない。子房は上位で3室あり、各室の隔壁に蜜腺があり、中に約72個の胚珠があり、柱頭は浅く3裂する。果実は蒴果で、長楕円形から卵形になり、種子は卵形となる。

## 分布
千島列島から日本、朝鮮半島南部に、ノギラン1種のみある。

## 種
- ノギラン Metanarthecium luteoviride Maxim. [5]